# Gidon Hausner
Gidon Hausner (hebr.: גדעון האוזנר, ang.: Gideon Hausner, ur. 26 września 1915 we Lwowie, zm. 15 listopada 1990 w Jerozolimie) – izraelski prawnik, wykładowca i polityk, w latach 1960–1963 Prokurator Generalny Izraela, w latach 1969–1989 przewodniczący Międzynarodowej Rady Instytutu Jad Waszem, w latach 1974–1977 minister bez teki, w latach 1965–1974 oraz 1977–1981 poseł do Knesetu z listy Niezależni Liberałowie. W latach 1961–1962 główny oskarżyciel w procesie Adolfa Eichmanna.

## Życiorys
Urodził się 26 września 1915 we Lwowie, wówczas Austro-Węgry, jako syn rabina Bernarda Hausnera (1874–1938), który w latach 1922–1927 był posłem na Sejm I kadencji. W 1927 Hausnerowie wyemigrowali do stanowiącej brytyjski mandat Palestyny, gdzie Bernard służył jako doradca ekonomiczny polskiego rządu, a następnie polski konsul w Tel Awiwie.
Gidon Hausner ukończył szkołę średnią w Tel Awiwie, a następnie studia filozoficzne (1941) i prawnicze (1943) na Uniwersytecie Hebrajskim w Jerozolimie. Po studiach otworzył kancelarię prawniczą.
Był członkiem żydowskiej organizacji młodzieżowej Ha-Mahanot ha-Olim oraz organizacji paramilitarnej Hagana. Podczas wojny o niepodległość Izraela służył w Brygadzie Jerozolimskiej, po wojnie był prokuratorem wojskowym oraz przewodniczącym sądu wojskowego.

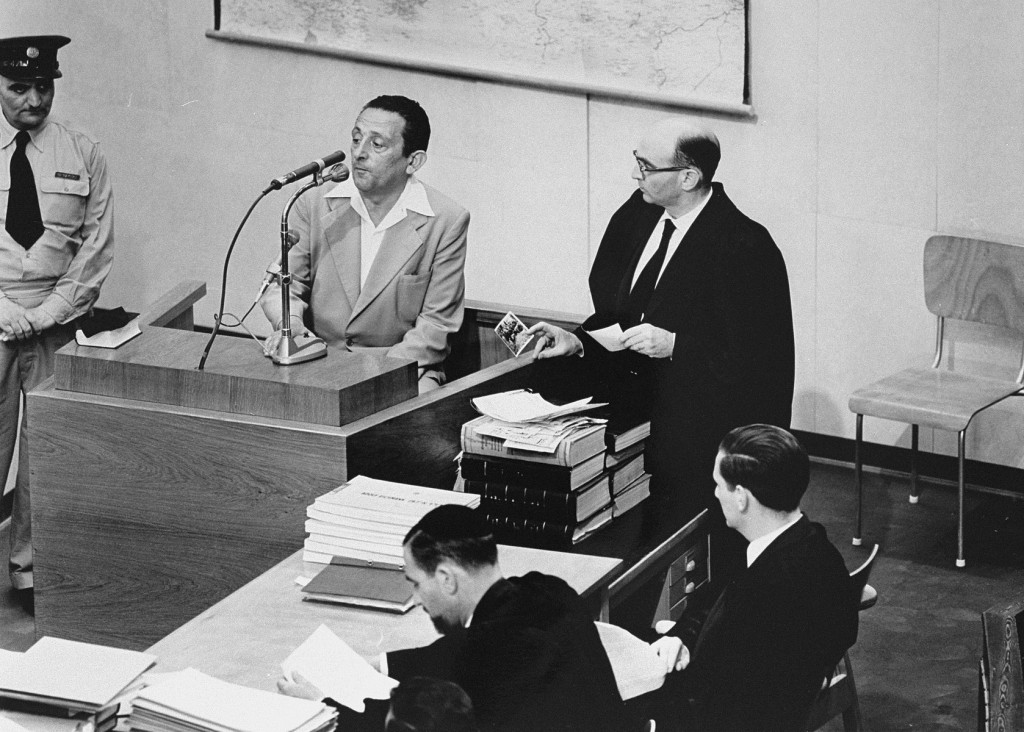
Hausner przesłuchuje Henryka Rossa

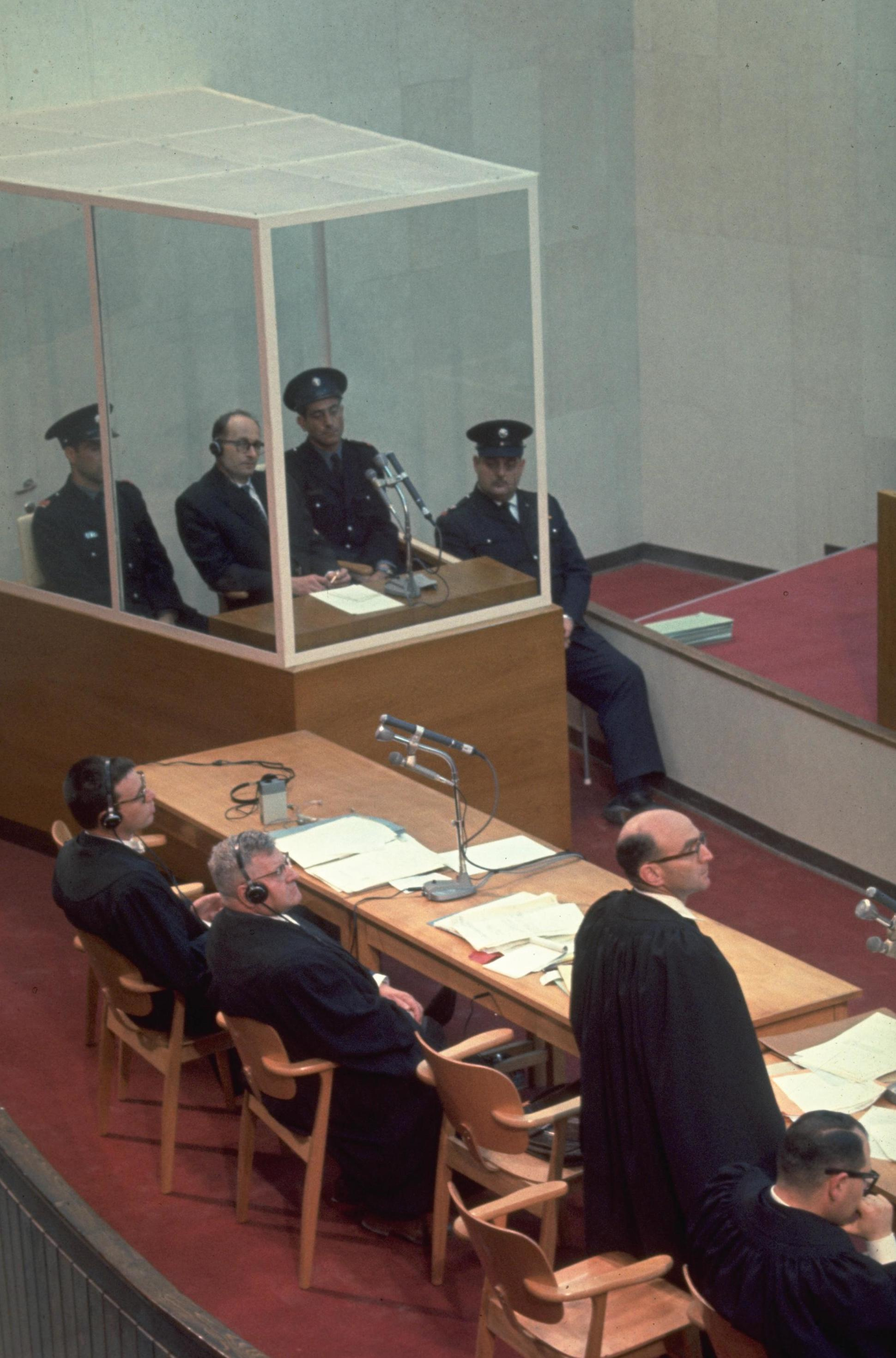
Proces Eichmanna (1961)

W latach 1954–1960 wykładał prawo gospodarcze na Uniwersytecie Hebrajskim. W 1960 roku został trzecim Prokuratorem Generalnym Izraela. W latach 1961–1962 był głównym oskarżycielem w procesie Adolfa Eichmanna. Jego mowa oskarżycielska przeszła do historii jako ostateczne rozliczenie z czasami nazistowskimi. Na stanowisku prokuratora pozostał do 1963. Na temat procesu opublikował w 1966 książkę Sprawiedliwość w Jerozolimie. Od 1965 był przewodniczącym Izraelskiej Organizacji na rzecz Praw Człowieka. W latach 1969–1989 był przewodniczącym Międzynarodowej Rady Instytutu Jad Waszem.
W polityce związał się z Niezależnymi Liberałami, został prezesem jerozolimskiego oddziału partii. W wyborach w 1965 po raz pierwszy został wybrany posłem. W szóstym Knesecie zasiadał w komisjach spraw zagranicznych i obrony; spraw gospodarczych oraz konstytucyjnej, prawa i sprawiedliwości. W 1969 uzyskał reelekcję, a w Knesecie siódmej kadencji był członkiem dwóch komisji parlamentarnych: spraw zagranicznych i obrony oraz konstytucyjnej, prawa i sprawiedliwości. Po raz trzeci zdobył mandat poselski w wyborach w 1973, a w ósmym Knesecie zasiadał w tych samych komisjach co poprzednio. 10 marca 1974 wszedł w skład nowo powołanego trzeciego rządu Goldy Meir jako minister bez teki. W tym samym dniu, zgodnie z obyczajem przyjętym wśród Niezależnych Liberałów zrezygnował z zasiadania w parlamencie, a zwolniony mandat poselski objął Jicchak Golan. Hausner pozostał na stanowisku po zmianie na stanowisku premiera i powołaniu 3 czerwca 1974 rządu Icchaka Rabina. Ministrem bez teki był do końca kadencji, czyli 20 czerwca 1977.
Do Knesetu powrócił po wyborach w 1977 jako jedyny poseł Niezależnych Liberałów. W tej kadencji zasiadał w komisji konstytucyjnej, prawa i sprawiedliwości. W wyborach w 1981 utracił miejsce w parlamencie. W 1977 powrócił do prywatnej praktyki prawniczej.
W 1988 opublikował książkę Holocaust w oczach prawa.
Zmarł 15 listopada 1990 w Jerozolimie w wieku siedemdziesięciu pięciu lat.

## Życie prywatne
Był żonaty z Jehudit, z domu Lipszyc, z którą miał dwoje dzieci: córkę Tamar i syna Amosa.